# Kőhalomszék
Kőhalomszék (másként Kőhalom szék, Kőhalom-szék vagy Kosd szék, németül Stuhl Reps, erdélyi szász nyelven Stuhl Räppes) különleges közigazgatási egység volt a Magyar Királyságban, Erdélyben: az erdélyi szász székek egyike volt a 14. századtól 1876-ig. Területe 619 km², a terület lakóinak száma 1891-ben 21.387 fő, székhelye Kőhalom volt. 

## Fekvése

Kőhalomszék térképe

Erdély délkeleti részén, északról Udvarhelyszék, keletről Felső-Fehér vármegye, délről Fogaras vidék, nyugatról Nagysinkszék, Felső-Fehér vármegye és Segesvárszék határolta.

## Története

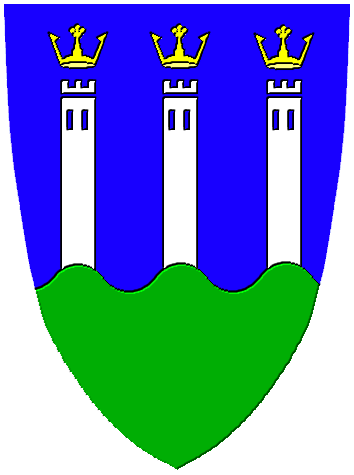
Kőhalomszék címere

A reformáció előtt a kosdi káptalansághoz tartozott.
Nevét 1512-ben említette először oklevél a kőhalomszéki falusi elöljárókkal kapcsolatban: "Symone Gereb in Ugra Nicolao similiter Gereb et Luca Zygyartho in Thykus, Petro Biro in dicta Kyralhalma et altero Petro Thorda in eadem Kyralhalma" (TT 1891. 629. Mayláth).
Kőhalomszék feltehetően a Károly Róbert király ellen föllázadt és 1324-ben Kőhalom várában megostromlott Henning szász ispánnal kapcsolatban említett királyi vár körül szerveződött, Kőhalom meg nem nevezett időben a szászoké lett, akik úgynevezett mentsvárként használták, vagyis Kőhalom város minden lakosának lakhelye volt a várban veszély esetén. A várat 1691-1699 között korszerűsítették, 1704-1708 között a kurucoké volt, később pusztulni kezdett, a 19. századra pedig már csak rom maradt. 

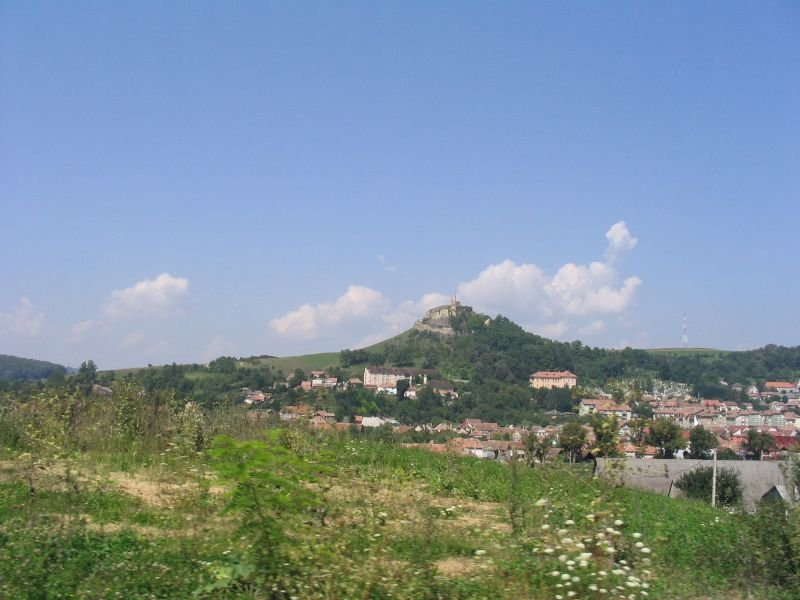
Kőhalom, az egykori Kőhalomszék központja

Kőhalom szász népe a reformáció után lutheránus lett, ez időtől az Árpád-kori eredetű, 15-17. századi erődített templomok birtokosa is.
1786-1790 táján II. József alatt Fogaras vármegyébe osztották, a király halála után azonban önállóságát visszanyerte. 
1787-ben lélekszáma 17.256 fő volt, 3773 házzal, 4119 családdal. 
1850-1854 között a Bach-korszakban a Nagyszebeni Katonai Kerület kőhalmi körzetének garati, kacai, kőhalmi, ugrai és zsiberki alkörzetébe került, 1854-1860 között pedig a brassói kerületbe osztották. Az önkényuralom bukásával visszanyert önállóságát ezután 1876-ig, a vármegyerendezésig megtartotta. Az 1876. évi XXXIII. törvénycikk alapján az újonnan alakított Nagy-Küküllő vármegye kebelezte be.
1870-ben 21.387 lakosa volt, melyből 10.620 (49,7%) evangélikus, 7.307 (34,2%) ortodox, 2.044 (9,6%) görög katolikus, 1.003 (4,7%) református, 337 (1,6%) római katolikus és 76 egyéb (főleg unitárius) vallású volt. 50% német, 43,5% román és 6,5% magyar nemzetiségű.

## Települései
Kőhalomszékhez 19 helység tartozott. (Zárójelben a német név szerepel.)
- Felmér (Felmern)
- Garat avagy Garád (Stein), Styéna
- Halmágy (Halwegwn), Hélmázá
- Homoród (Homrod)
- Homoróddaróc avagy Daróc (Draß)
- Kaca (Katzendorf)
- Kóbor (Kivern), Kubura
- Kőhalom (Reps) város, külterülete Turzon (Freithum) (lásd alább), 1850: 4 ház 5 családjában 27 fő]), lélekszáma mezővárosként 1787: 403 ház 540 családjában 2015 fő, 1850: 588 ház 723 családjában 2624 fő, 1870: 18 község és 1 lakott hely.
- Lemnek avagy Lebnek (Leblang), Lovnik
- Mirkvásár (Streiforth), Martyása
- Oláhtyúkos (Walachisch Tekes), Gainár
- Olthévíz avagy Turzon (Warmwasser, erdélyi szászul Warmbach), praedium
- Sona, (Schönen), Sonág
- Sövénység avagy Sövényszeg (Schweicher), Csiser
- Szászfehéregyháza avagy Fejéregyháza (Weßkirch), Gyishrics
- Szásztyukos (Deutsch Teckes), Gelinár
- Székelyzsombor avagy Sombor (Sommerburg), Simbor {Olvasva: Zsimbor}
- Ugra avagy Szászugra (Galt)
- Zsiberk (Senburg)